# Грант Холт
Грант Холт роден на 12 април 1981 г., в Карлайл е английски футболист, нападател настоящ играч на Уигън Атлетик. В началото на кариерата си той играе за няколко аматьорски отбора, след което преминава в професионалния футбол, като е забележително присъствието му в Нотингам Форест, където изиграва близо 100 мача, преди да подпише договор с Норич Сити през 2009 година. Още в първия сезон в отбора на канарчетата 2009-2010, Холт прави страхотни мачове и е избран за играч на годината, след като вкарва 30 гола в 44 мача. Следващите два сезона нападателя се превърща в лидер и водещ голмайстор на Норич Сити. През летния трансферен прозорец на 2013 г. Грант Холт преминава в Уигън Атлетик.